# Yehu
Le yehu (chinois simplifié : 椰胡 ; pinyin : yēhú) est un instrument à cordes frottées, appartenant à la famille Huqin des instruments de musique traditionnels de Chine. Ye signifie noix de coco et hu est l'abréviation de huqin. Il est particulièrement utilisé dans les provinces côtières du sud de la Chine et à Taiwan. La caisse de résonance est fabriquée à partir d'une coquille de noix de coco, qui est coupée en deux et recouverte d'un morceau de bois de cocotier au lieu de la peau de serpent couramment utilisée sur d'autres huqin comme que l'erhu ou le gaohu. Comme sur la plupart des huqin les crins de l'archet passent entre les deux cordes. De nombreux joueurs préfèrent utiliser des cordes en soie plutôt que les cordes en acier plus modernes généralement utilisées pour l'erhu, ce qui confère à l'instrument un timbre distinctement creux et guttural. 

## Classification
L'instrument existe en différentes tailles. Dans la musique de Chaozhou (pahi, 弦), c’est un instrument essentiel, très bien accordé aux orchestres. Dans la musique cantonaise, il peut être assez gros et est souvent réglé sur un ton relativement bas, inférieur à l'erhu (généralement une octave en dessous du gaohu). Il est utilisé comme instrument d'accompagnement dans les musiques locales et les opéras de différentes régions, notamment dans celles de Guangdong, de Fujian et de Taiwan. C'est un instrument important dans la musique des peuples Chaozhou et Hakka. À Taïwan, une variété de yehu est utilisée pour jouer dans l'opéra, elle est dénommée « kezaixian (en) ».
Les instruments comparables comprennent ceux du Vietnam « gao de đàn », de Thaïlande vu OU, et du Cambodge tro u. Le banhu, utilisé principalement dans le nord de la Chine, possède également un résonateur en noix de coco et une table d'harmonie en bois, mais la hauteur est fixée dans les altos, ce qui rend un timbre beaucoup plus clair.